# 斯蒂芬維爾 (密西西比州)
斯蒂芬維爾（英語：Stephenville）是位於美國密西西比州森弗勞爾縣的非建制地區。

## 歷史
斯蒂芬維爾的郵局於1897年設立，其後於1914年停運。

## 地理
斯蒂芬維爾所處的海拔為高於海平面37米（即121英呎），而該地所採用的時區為UTC-6，即北美中部時區（CST）。同時該地設有夏令時間，為UTC-6調快一小時，即UTC-5（CDT）。